# Бахчисарай (футбольний клуб)
Футбольний клуб «Бахчисарай» — український аматорський футбольний клуб з однойменного міста Криму, заснований у 2015 році. Виступав у Чемпіонаті та Кубку Криму. Домашні матчі приймає на стадіоні «Дружба», місткістю 4 500 глядачів.
За результататами сезону 2015/2016 став бронзовим призером чемпіонату, проте вже у наступному сезоні посів останнє, восьме місце і вилетів до аматорського чемпіонату Криму.

## Досягнення
- Чемпіонат Криму
  - Бронзовий призер: 2015/2016
- Кубок Криму
  - Володар: 2016
- Суперкубок Криму
  - Фіналіст: 2016.